# Dottor Cyber
Dottor Cyber è un personaggio dei fumetti DC Comics. È tradizionalmente un'avversaria della supereroina Wonder Woman. Comparve per la prima volta nel 1968 come capo di un grande e vasto gruppo terrorista in Wonder Woman vol. 1 n. 179, scritto da Dennis O'Neil e illustrato da Mike Sekowsky e Dick Giordano. Nelle sue prime apparizioni, Dottor Cyber era una bellissima donna, attraente ed elegante. Successivamente, dopo che il suo volto rimase sfigurato in un incidente, cominciò a indossare una maschera intera dorata e un esoscheletro tecnologicamente avanzato su tutto il corpo. Questi incrementi cibernetici aumentano la sua forza fisica, e le diedero l'abilità di assorbire l'energia diretta, così come di scagliare colpi energetici dalle mani. Nonostante il risultante aggiornamento dei suoi poteri, lo sfregio le causò un'instabilità emotiva, e fece sì che divenne ossessionata dall'idea di recuperare la propria bellezza trasferendo la sua mente nel corpo di Wonder Woman, un progetto che tentò diverse volte con l'aiuto di Dottor Moon.

## Biografia del personaggio

### Pre-Crisi
Dottor Cyber era la bellissima e comandante presenza dietro la network criminale globale intorno allo stesso periodo in cui Wonder Woman abbandonò i suoi poteri quando le sue sorelle Amazzoni si ritirarono in un'altra dimensione. Precedente al primo incontro di Cyber con la potente Amazzone, i suoi scagnozzi saccheggiarono il monastero di I Ching per le gemme e i metalli preziosi al suo interno e massacrarono i monaci che cercarono di fermarli. Il colonnello Steve Trevor cercò invano di infiltrarsi nel network criminale di Cyber, ma venne a conoscenza di uno dei loro piani: creare il caos nel governo statunitense inviando delle bombe dentro dei giocattoli destinati ai figli dei membri del Congresso. Tutto questo era in realtà uno stratagemma per distrarre l'attenzione da un colpo a una gioielleria a Londra, sventato da Wonder Woman e I Ching. Il Dottor Cyber scappò per ricomparire a Hong Kong alcune settimane più tardi.
A Hong Kong, il piano di Dotto Cyber fu di distruggere la città e ricattare il mondo con una serie di dispositivi che potevano creare i terremoti. Cyber attirò la depotenziata Diana Prince nella città asiatica sperando di convincerla a entrare nella sua organizzazione, cosa che rifiutò fermamente. Poco dopo, un attacco dalla gang rivale Tiger Tong risultò in un'urna di carboni caldi buttati sulla faccia di Cyber. La criminale fu portata in un ospedale segreto fuori Hong Kong, giurando vendetta su Diana Prince per il suo sfregio. Prince riuscì a fermare il piano dei terremoti e Cyber fu creduta morta quando il suo dispositivo finale per i terremoti esplose.
Quando Diana Prince si alleò con un detective privato, Johnny Double, per fermare un'organizzazione chiamata il Tribunale, scoprì che Dottor Cyber sopravvisse al loro precedente incontro. Cyber creò il Tribunale per cercare una donna adatta per trapiantare il suo cervello e rimpiazzare il suo corpo sfigurato. Dopo la cattura di Prince, Cyber cercò senza risultati di far trapiantare il suo cervello nel corpo di Diana dal Dottor Moon. Durante questo incontro, Cyber fu accidentalmente impalata da uno scalpello e di nuovo fu creduta morta.
In una missione al resort sui Monti Catskill come Diana Prince, Wonder Woman scoprì di nuovo che Dottor Cyber imbrogliò la morte. Mentre investigava su un numero di omicidi al resort, Cyber si scontrò con Wonder Woman dopo un tentativo fallito di innestare il suo volto su quello dell'Amazzone. Il conflitto che ne seguì finì apparentemente per far cadere Cyber verso la propria morte dalla cima di uno ski-lift.
Dottor Cyber mantenne un profilo basso per alcuni mesi prima di catturare Wonder Girl in un altro tentativo di attirare Wonder Woman per un trapianto di cervello. Wonder Woman accettò di scambiare la sua vita per la sua sorella adottiva, ma entrambe furono salvate dai Teen Titans. Cyber e il suo partner, il Dottor Moon, furono infine catturati.
Non è chiaro se Dottor Cyber fu rilasciata o evase dalla custodia, ma si travestì da Diana Prince, si infiltrò al Pentagono, e rubò i codici di lancio dei missili nucleari americani. Wonder Woman avvertì il tentativo di una guerra nucleare, ma Cyber rimase uccisa mentre cercava di fuggire da lei e Steve Trevor (mascherato dal dio Eros) quando il suo razzo slitta si schiantò sul fianco di una rupe.
Durante la Crisi sulle Terre infinite, Brainiac ritrovò Dottor Cyber qualche momento prima della sua morte e la assegnò ad una squadra di altri criminali perché conquistassero Terra-S ("S", da Shazam, la Terra di Capitan Marvel e la Famiglia Marvel). Dottor Cyber fu infine esclusa dall'Universo DC dopo il termine della Crisi.

### Post-Crisi
Il secondo Dottor Cyber comparve per la prima volta, cronologicamente, nella continuità post-Crisi in The Power Company n. 1 (aprile 2002).
Cyber, insieme ad altri geni della scienza e esseri robotici (Automan, Brainstorm, Emil Hamilton, Ford, e Rosie), fu per un breve periodo parte dell'essere cibernetico composito chiamato Enginhead. Tuttavia, (se la storia era ancora canonica), l'essere sembrò essere stato diviso in due diverse persone poco dopo gli eventi della serie.
Cyber fu successivamente re-inserita nel fumetto Wonder Woman battendosi con Donna Troy (la nuova Wonder Woman) e Cassie Sandsmark (la Wonder Girl corrente) (settembre 2006).
Durante la storia di Crisi infinita, Dottor Cyber saltò fuori come membro della Società segreta dei supercriminali di Alexander Luthor Jr..

## Poteri e abilità
La prima Dottor Cyber non aveva poteri ma indossava un'armatura che le permetteva di combattere Wonder Woman alla pari. L'armatura aumentava la sua forza e la sua resistenza e le permetteva di reindirizzare l'energia quando l'armatura veniva colpita. Utilizzava anche una vasta gamma di armi che includevano pistole laser, sieri per il controllo mentale, uno schermo invisibile, razzi slitta, e una miriade di robot assassini. Dopo il suo sfregio, spesso utilizzava donne comuni e poco attraenti come scagnozze così che non potesse pensare alla bellezza persa.
Anche la seconda Dottor Cyber indossava un'armatura, a mentre le sue piene abilità e le limitazioni rimasero ignote, per fare fede al suo nome sono molto più implicite le migliorie cibernetiche. I suoi arti sono in grado di allungarsi a distanze innaturali, di conseguenza di pensa che sia in realtà un cyborg e non un essere umano dentro un'armatura.

## Altri media

### Televisione
- Dottor Cyber comparve per la prima volta in La Legione della serie animata Justice League Unlimited. In Il richiamo dell'aldilà, partecipò all'invasione di Gorilla City. In Lontani da casa, un drone d'addestramento Z8 comparve con le sembianze di Dottor Cyber. Durante l'ammutinamento contro Lex Luthor e il suo gruppo in Il sopravvissuto, Dottor Cyber si alleò con la fazione di Gorilla Grodd. Mentre non si trovava tra i criminali congelati da Killer Frost, sembrò morire quando Darkseid distrusse la base della Legione in quanto non si vide tra i criminali sopravvissuti.

### Videogiochi
- In Scribblenauts Unmasked: A DC Comics Adventure, Dottor Cyber è una delle migliaia di personaggi che possono essere convocati dal giocatore.

### Vari
- Dottor Cyber comparve nel fumetto Batman: The Brave and the Bold che accompagna la serie animata omonima. Nel n. 4, utilizzò un trono a forma di obelisco con la tecnologia per il viaggio temporale per sistemare la storia naturale del mondo solo per conciliarsi con Batman e Aquaman.